# Good-Bye, Bill
Good-Bye, Bill è un film muto del 1918 diretto da John Emerson.

## Trama
Durante la prima guerra mondiale, a West Hoboken, in New Jersey, vive il professor Dressler. Di origine tedesca, Dressler inventa un tonico per "fissare i baffi": irrigiditi, i baffi procurano a chi usa il tonico un aspetto particolarmente marziale e feroce. La figlia di Dressler, Elsie, che si sente un'americana patriottica, è costernata quando il Kaiser Guglielmo chiama suo padre in Germania per avviare la produzione del tonico da destinare ai soldati dell'esercito. Teddy, il fidanzato di Elsie, è disturbato anche lui e, quando la sua ragazza parte, decide di trovare i soldi per seguirla in Europa. Gli Stati Uniti entrano in guerra e Teddy è uno tra i primi ad arruolarsi. Presto si ritrova a Berlino dove cerca di far fuggire dal carcere Elsie. I due, in fuga, trovano la fabbrica del "fissatore di baffi" e la fanno saltare. Catturati, sono portati alla presenza del Kaiser ma l'arrivo delle truppe americane che assaltano il palazzo li salva. Il Kaiser perde i baffi e la guerra.

## Produzione
Il film fu prodotto dalla Famous Players-Lasky Corporation e John Emerson & Anita Loos Productions

## Distribuzione
Distribuito dalla Paramount Pictures e dalla Famous Players-Lasky Corporation, il film - presentato da Adolph Zukor - uscì nelle sale cinematografiche USA 15 dicembre 1918 1918.